# Fernando de Noronha

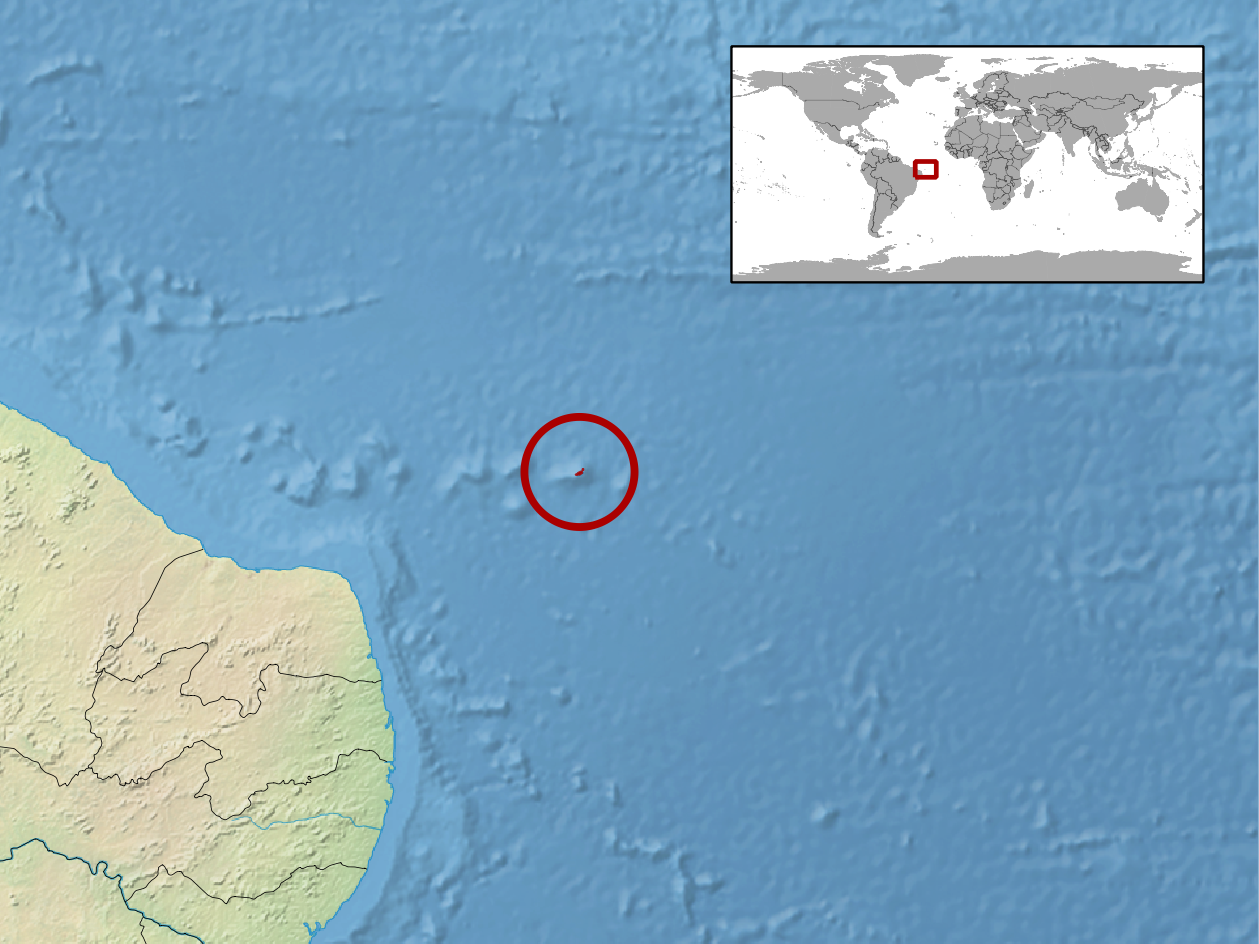
Fernando de Noronhas placering utanför Brasiliens kust i Atlanten.

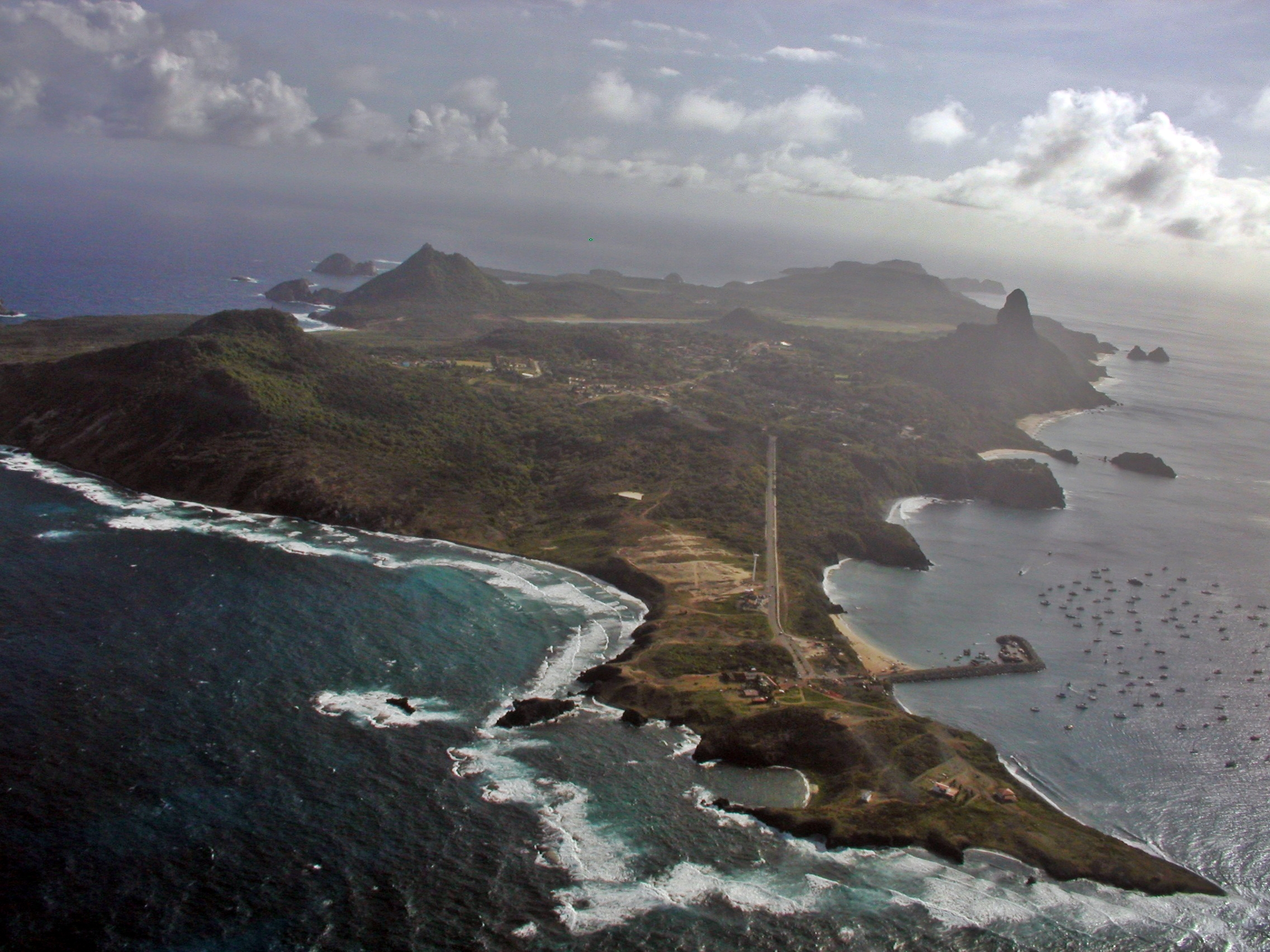
Flygbild över Fernando de Noronha.

Fernando de Noronha är en ögrupp i södra Atlanten mellan Sydamerika och Afrika. Ögruppen ligger i den brasilianska delstaten Pernambuco, cirka 350 km utanför fastlandet. Den enda bebodda ön har samma namn som ögruppen, Fernando de Noronha. Där finns Fernando de Noronhas flygplats.

## Geografi
Öarna utgör den synliga delen av en bergskedja under vattnet. Ögruppen består av 21 öar, småöar och klippor av vulkaniskt ursprung. Huvudön har en areal på 18 km² och är 10 km lång samt 3,5 km som bredast. Basen av denna enorma vulkanformation ligger 756 meter under havsytan. Huvudön från vilken ögruppen har fått sitt namn, utgör 91 % av totala landmassan, de övriga öarna Rata, Sela Gineta, Cabeluda och São José med småöarna Leão och Viúva utgör resten.
Klimatet är tropiskt med två väldefinierade säsonger: regnperioden från januari till augusti och torrperioden under den återstående delen av året. Landvegetationen på öarna utgörs till största delen av slingerväxter och buskar.
Som så ofta händer i isolerade ekosystem är faunan både unik och enormt artrik. Bland de vanligare djuren på och runt ön kan nämnas sköldpaddor och albatrosser. Världens största population av spinndelfiner finns vid denna ö.

## Historia

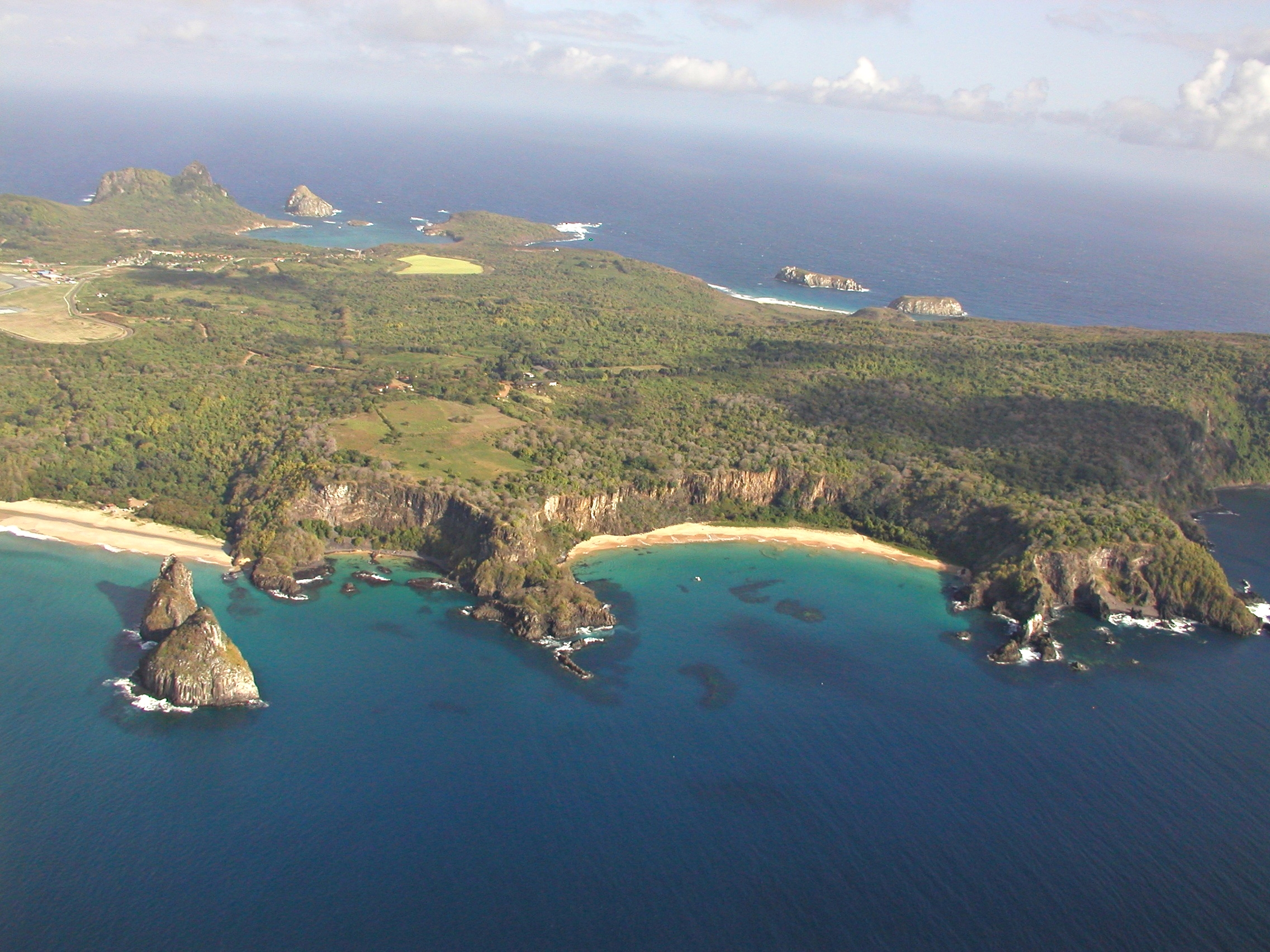
Formationen "Dois Irmãos" (två bröder) och stranden vid Sancho på ön Fernando de Noronha.

Många kontroverser markerar ögruppens upptäckt. Dess ursprungliga namn var Ilha da Quaresma (Fasteön) och ön är känd för att ha siktats av expeditioner 1501, 1502 och 1503. Vicegreven av Santarém i Portugal gav Gaspar de Lemos äran för upptäckten. Han var kapten på ett transportfartyg tillhörande Pedro Alvares Cabrals flotta och sändes tillbaka till Portugal med nyheten om Brasiliens upptäckt. Moderna historiker tillskriver dock 1501–1502 års expedition upptäckten. Den leddes av Fernão de Loronha, vars namn  blivit förvanskat till Fernão de Noronha.
Den första att verkligen beskriva ön var Amerigo Vespucci, en upptäckare som reste med en portugisiskt expedition till Brasilien år 1503. År 1534 intog britterna ögruppen, och mellan 1556 och 1612 hölls ögruppen av fransmännen. År 1628 erövrades ön av Nederländerna som två år senare ersattes av en spansk-portugisisk militärexpedition ledd av Rui Calaza Borges. Lite senare ockuperade Nederländerna åter ön och anlade sjukhus för trupperna som ockuperade nordöstra Brasilien. Ön blev då känd som Pavonia, för att ära Michiel de Pauw, en av direktörerna på det Nederländska Västindiska Kompaniet. Ögruppen förblev under nederländsk kontroll i nära 20 år, då den återerövrades av Portugal.
Då ön befanns obeboelig övergavs den helt 1736, franska Ostindiska kompaniet intog ön och gav den namnet Île Dauphine. Ön återtogs ett år senare. Den första större militärposteringen sattes upp på ön följande år. Omkring år 1770, grundades den första permanenta bosättningen, Vila dos Remédios.
När Brasilien blev självständigt förändrades mycket lite för Fernando de Noronha.
I början av 1900-talet kom britterna för att i ett tekniskt samarbete (South American Company) förse ön med en telegrafistation. Senare kom fransmännen med den franska kabeln och italienarna med Intalkabeln. År 1942, under andra världskriget, gjordes ön till ett federalt territorium som även inkluderade Atol das Rocas, och öarna São Pedro och São Paulo, och politiska och vanliga fångar sändes för att hållas i det lokala fängelset.
År 1988 blev omkring 70 % av ögruppen nationalpark. Målet var att bevara miljön både på land och till havs. Det skedde genom att det federala territoriet lades till delstaten Pernambuco (förutom Atol das Rocas, som inlemmades i delstaten Rio Grande do Norte.)
Idag är Fernando de Noronhas ekonomi beroende av turismen, begränsad av ekosystemets känslighet. Förutom öns historiska värde har ön blivit föremål för många forskare som vill studera dess flora, fauna, geologi och så vidare.